# Tillar, Arkansas
Tillar là một thành phố thuộc quận Drew, tiểu bang Arkansas, Hoa Kỳ. Năm 2010, dân số của thành phố này là 225 người.

## Dân số
- Dân số năm 2000: 240 người.
- Dân số năm 2010: 225 người.